# 大桥镇 (陆川县)
大桥镇，是中华人民共和国广西壮族自治区玉林市陆川县下辖的一个乡镇级行政单位。

## 行政区划
大桥镇下辖以下地区：
大桥村、雅松村、瓜头村、陆透村、塘候村、大垌村、三善村、平山村、大塘村、美坡村和北桑村。